# راوند الحدائق
راوند الحدائق أو الرواند (الاسم العلمي:Rheum rhabarbarum) هو نوع من النباتات يتبع جنس الراوند من الفصيلة البطباطية.